# Sân bay Kalmar

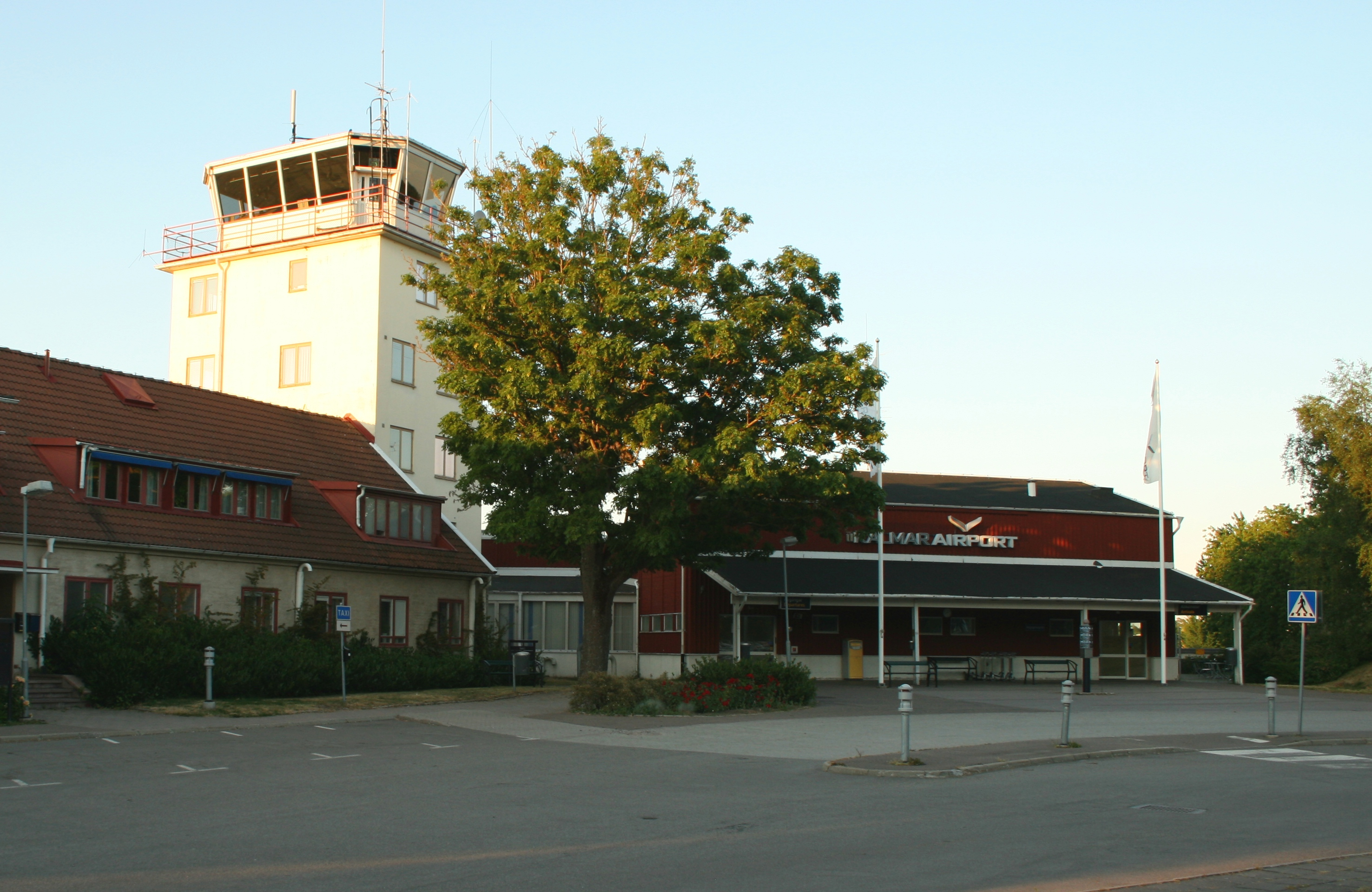
Kalmar Airport

Sân bay Kalmar (IATA: KLR, ICAO: ESMQ) là một sân bay ở đông nam Thụy Điển. Sân bay này cách Kalmar 5 km về phía tây.
Sân bay này ban đầu là căn cứ của đơn vị F 12 Kalmar Không lực Thụy Điển.
Sân bay này thuộc sở hữu của hạt Kalmar.

## Các tuyến
- Stockholm Arlanda của hãng SAS 6 chuyến mỗi tuần.
- Sân bay Stockholm-Bromma của Kalmarplanet 3 chuyến mỗi ngày.